# Going History
「Going History」（ゴーイング ヒストリー）は、林原めぐみの10枚目のシングル。1995年12月6日にスターチャイルドから発売された（KIDA-124）。

## 概要
- TBSラジオ『MEGU・OMO 街へ出よう』内で放送されていたラジオドラマ『スレイヤーズEX.（えくすとら）』のテーマソング
- アルバム『bertemu』リリースの際、プロモーションの意味も込めビデオクリップが制作された。その映像は後に発売されたベストアルバム『VINTAGE S』の初回限定盤特典お宝ビデオに収録されている。
- オリコン・週間シングルチャートでの当時の自己最高位を更新した。

## 収録曲
（全作詞：有森聡美、作曲：佐藤英敏、編曲：小野沢篤）
1. Going History [4:34]
  - ラジオドラマ『スレイヤーズEX.』オープニングテーマ
2. 灼熱の恋 [4:00]
  - ラジオドラマ『スレイヤーズEX.』エンディングテーマ
  - フジテレビ系『FNS27時間テレビ11』テーマソング
3. Going History <OFF VOCAL VERSION> [4:34]
4. 灼熱の恋 <OFF VOCAL VERSION> [3:59]

## 収録アルバム
| 曲名          | 収録アルバム                                | 発売日         | 規格品番        | 備考                      |
| ------------- | ------------------------------------------- | -------------- | --------------- | ------------------------- |
| Going History | 『スレイヤーズEX. ①白竜の山』               | 1996年1月6日   | KICA-282        | SHORT VERSIONとして収録。 |
| Going History | 『スレイヤーズEX. ②ふくしうの刃』           | 1996年3月6日   | KICA-293        | SHORT VERSIONとして収録。 |
| Going History | 『スレイヤーズEX. ③がんばれネクロマンサー』 | 1996年4月5日   | KICA-298        | SHORT VERSIONとして収録。 |
| Going History | 『スレイヤーズEX. ④リナ抹殺指令』           | 1996年5月2日   | KICA-302        |                           |
| Going History | 『bertemu』                                 | 1996年11月1日  | KICS-590        |                           |
| Going History | 『the BEST of SLAYERS [from TV & RADIO]』   | 1999年6月4日   | KICA-454〜455   |                           |
| Going History | 『VINTAGE S』                               | 2000年4月26日  | KICS-790        |                           |
| Going History | 『スタまにシリーズ●スレイヤーズ』           | 2005年11月23日 | KICA-726        |                           |
| Going History | 『スレイヤーズMEGUMIX』                     | 2008年6月25日  | KICA-916〜918   |                           |
| Going History | 『スレイヤーズMEGUMIXXX』                   | 2020年3月25日  | KICA-2573〜2575 |                           |
| 灼熱の恋      | 『スレイヤーズEX. ②ふくしうの刃』           | 1996年3月6日   | KICA-293        | SHORT VERSIONとして収録。 |
| 灼熱の恋      | 『スレイヤーズEX. ③がんばれネクロマンサー』 | 1996年4月5日   | KICA-298        | SHORT VERSIONとして収録。 |
| 灼熱の恋      | 『スレイヤーズEX. ④リナ抹殺指令』           | 1996年5月2日   | KICA-302        |                           |
| 灼熱の恋      | 『bertemu』                                 | 1996年11月1日  | KICS-590        |                           |
| 灼熱の恋      | 『the BEST of SLAYERS [from TV & RADIO]』   | 1999年6月4日   | KICA-454〜455   |                           |
| 灼熱の恋      | 『スレイヤーズMEGUMIX』                     | 2008年6月25日  | KICA-916〜918   |                           |
| 灼熱の恋      | 『スレイヤーズMEGUMIXXX』                   | 2020年3月25日  | KICA-2573〜2575 |                           |